# 13918 Tsukinada
13918 Tsukinada (tên chỉ định: 1984 QB) là một tiểu hành tinh vành đai chính. Nó được phát hiện bởi Tsutomu Seki ở Geisei Observatory ở Kōchi, Kōchi Prefecture, Nhật Bản, ngày 24 tháng 8 năm 1984. Nó được đặt theo tên a coastal area gần the town thuộc Ōtsuki in Kōchi Prefecture.